# Bohumil Durdis
Bohumil Durdis   (Praga, 1 de març de 1903 - Copenhaguen, 16 de març de 1983) fou un aixecador txecoslovac que va competir durant la dècada de 1920.
El 1924 va prendre part en els Jocs Olímpics de París, on disputà la prova del pes lleuger, per a aixecadors amb un pes inferior a 67,5 kg, del programa d'halterofília. En ella guanyà la medalla de bronze.
En el seu palmarès també destaca la medalla de bronze al Campionat del Món d'halterofília de 1923 del pes lleuger.